# Dasineura bragancae
Dasineura bragancae är en tvåvingeart som först beskrevs av Tavares 1904.  Dasineura bragancae ingår i släktet Dasineura och familjen gallmyggor.
Artens utbredningsområde är Portugal. Inga underarter finns listade i Catalogue of Life.